# Steffi Nerius
Steffi Nerius est une athlète allemande, née le 1er juillet 1972 à Bergen sur l'île de Rügen, qui pratique le lancer du javelot.

## Biographie
Initialement, Steffi Nerius jouait au volley-ball mais comme elle était trop petite pour faire carrière, elle s'orienta vers l'athlétisme.
Sa mère, une ancienne lanceuse de javelot, l'entraîna. Son premier succès fut une médaille de bronze aux championnats d'Europe junior  en 1991.
À Athènes en 2004, elle était sacrée vice-championne olympique derrière Osleidys Menéndez. En 2006 à Göteborg, elle devenait championne d'Europe et se classait troisième un an plus tard à Osaka.
Sa meilleure performance personnelle est un lancer à 68,34 m réalisé en août 2008 à Elstal.
Mais sa consécration internationale, après des années de placements honorables, aura lieu lors du dernier grand championnat auquel elle participe, la médaille d'or à Berlin le 18 août 2009, avec 67,30 m.

## Palmarès
| Date | Compétition                   | Lieu          | Résultat | Marque  |
| ---- | ----------------------------- | ------------- | -------- | ------- |
| 1991 | Championnats d'Europe juniors | Thessalonique | 3e       | 54,60 m |
| 1993 | Championnats du monde         | Stuttgart     | 9e       | 60,26 m |
| 1995 | Championnats du monde         | Göteborg      | 11e      | 56,50 m |
| 1996 | Jeux olympiques               | Atlanta       | 9e       | 60,20 m |
| 1998 | Championnats d'Europe         | Budapest      | 6e       | 62,08 m |
| 2000 | Jeux olympiques               | Sydney        | 4e       | 64,84 m |
| 2001 | Championnats du monde         | Edmonton      | 5e       | 62,08 m |
| 2002 | Championnats d'Europe         | Munich        | 2e       | 64,09 m |
| 2003 | Championnats du monde         | Paris         | 3e       | 62,70 m |
| 2003 | Finale mondiale               | Monaco        | 2e       |         |
| 2004 | Jeux olympiques               | Athènes       | 2e       | 65,82 m |
| 2005 | Championnats du monde         | Helsinki      | 3e       | 65,96 m |
| 2006 | Championnats d'Europe         | Göteborg      | 1re      | 65,82 m |
| 2007 | Championnats du monde         | Osaka         | 3e       | 64,42 m |
| 2008 | Jeux olympiques               | Pékin         | 4e       | 65,29 m |
| 2008 | Finale mondiale               | Stuttgart     | 3e       | 62,78 m |
| 2009 | Championnats du monde         | Berlin        | 1re      | 67,30 m |
| 2009 | Finale mondiale               | Thessalonique | 2e       | 62,59 m |

## Records
| Épreuve           | Performance | Lieu   | Date         |
| ----------------- | ----------- | ------ | ------------ |
| Lancer du javelot | 68,34 m     | Elstal | 31 août 2008 |